# Aloe chortolirioides
Aloe chortolirioides ist eine Pflanzenart der Gattung der Aloen in der Unterfamilie der Affodillgewächse (Asphodeloideae). Das Artepitheton chortolirioides leitet sich vom Namen der Gattung Chortolirion sowie vom griechischen Wort -oides für ‚-ähnlich‘ ab.

## Beschreibung

### Vegetative Merkmale
Aloe chortolirioides wächst stammbildend, verzweigt und bildet dichte Büschel mit bis zu 50 Trieben. Die Triebe erreichen eine Länge von 10 bis 20 Zentimeter und sind 2 bis 3 Zentimeter dick. Sie verzweigen meist etwa in ihrer Mitte. Die Wurzeln sind spindelförmig. Die 15 bis 20 linealischen Laubblätter sind vielzeilig an den Trieben angeordnet. Die trübgrüne Blattspreite ist 10 bis 25 Zentimeter lang und 3 bis 5 Zentimeter breit. Gelegentlich sind auf der Blattunterseite nahe der Basis wenigen weiße Flecken vorhanden. Die weißen, knorpeligen Zähne am Blattrand sind 0,5 Millimeter lang und stehen 2 bis 3 Millimeter voneinander entfernt.

### Blütenstände und Blüten
Der einfache Blütenstand erreicht eine Länge von 25 Zentimeter. Die kopfigen Trauben sind etwa 5 Zentimeter lang und 5 bis 7 Zentimeter breit. Sie bestehen aus 18 bis 20 Blüten. Die eiförmig spitz zulaufenden Brakteen weisen eine Länge von 10 bis 13 Millimeter auf. Die scharlachroten bis gelben Blüten stehen an 20 bis 25 Millimeter langen Blütenstielen. Die Blüten sind 30 bis 35 Millimeter lang und an ihrer Basis kurz verschmälert. Oberhalb des Fruchtknotens sind sie erweitert. Ihre Perigonblätter sind fast nicht miteinander verwachsen. Die Staubblätter und der Griffel ragen kurz aus der Blüte heraus.

## Systematik und Verbreitung
Aloe chortolirioides ist in Südafrika und Eswatini verbreitet. Aloe chortolirioides var. chortolirioides wächst in der südafrikanischen Provinz Mpumalanga sowie in Eswatini auf felsigen Rippen in Höhen von bis zu 2000 Metern. Aloe chortolirioides var. woolliana ist in den südafrikanischen Provinzen Mpumalanga und Limpopo sowie in Eswatini auf Grasland in Höhen von 1500 bis 2000 Metern verbreitet.
Die Erstbeschreibung durch Alwin Berger wurde 1908 veröffentlicht. Es werden folgende Varietäten unterschieden:
- Aloe chortolirioides var. chortolirioides
- Aloe chortolirioides var. woolliana (Pole-Evans) Glen & D.S.Hardy

Aloe chortolirioides var. chortolirioides

Synonyme sind Aloe boastii Letty (1934) und Aloe chortolirioides var. boastii (Letty) Reynolds (1950).
Aloe chortolirioides var. woolliana

Aloe chortolirioides var. woolliana unterscheidet sich von Aloe chortolirioides var. chortolirioides durch die 15 bis 25 Zentimeter langen Triebe. Die Blätter sind 37 Zentimeter lang und 5 bis 8 Zentimeter breit, der Blütenstand erreicht eine Höhe von bis zu 45 Zentimeter. Die 30 bis 40 Millimeter langen Blüten sind jaspisrot oder rosarot und gelegentlich an der Mündung gelblich. Die Erstbeschreibung als Aloe woolliana  durch Illtyd Buller Pole-Evans wurde 1934 veröffentlicht. Spencer Hardy und Hugh Francis Glen stellten die Art 1987 als Varietät zu Aloe chortolirioides.

## Nachweise